# Bewilderwood

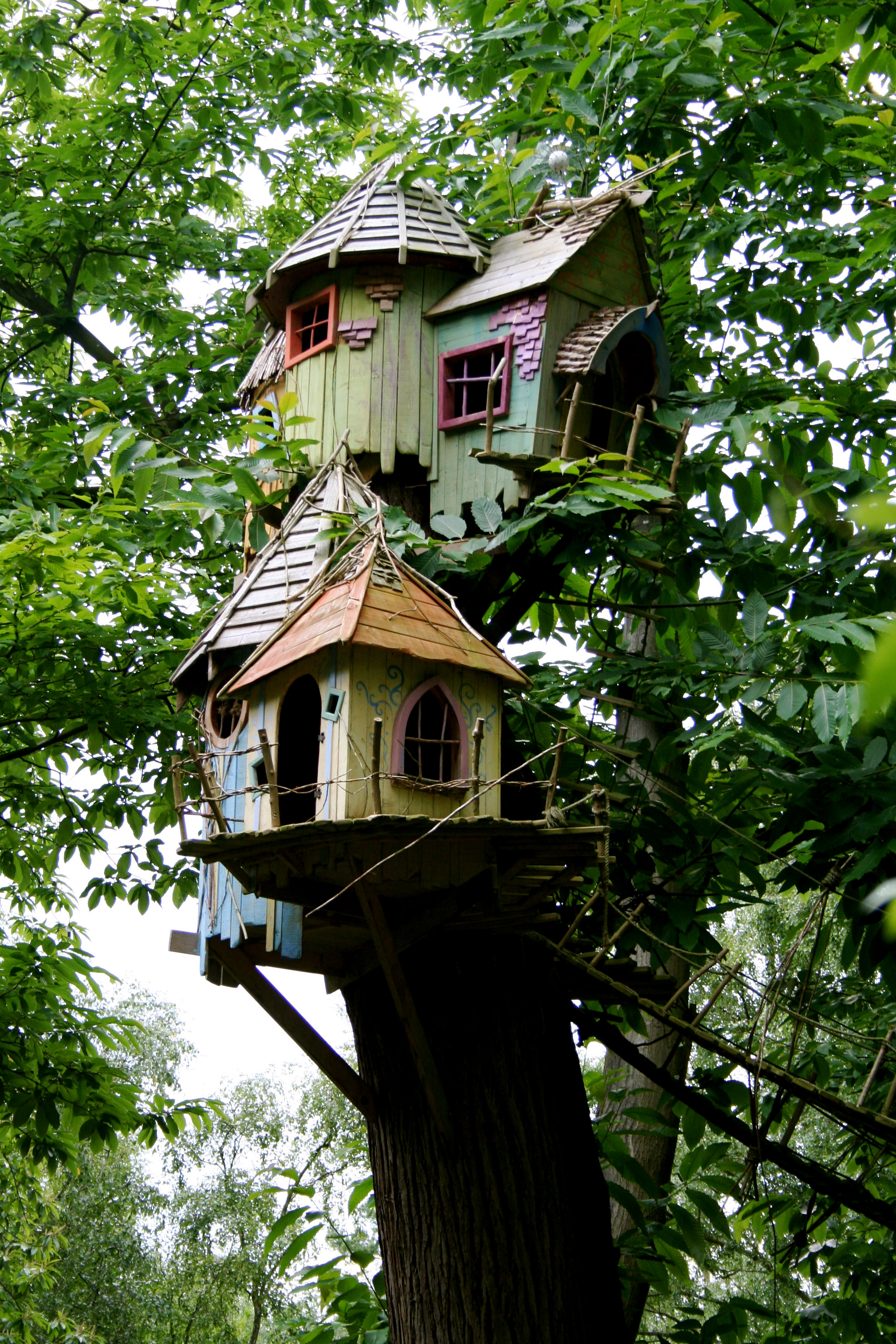
Bewilderwood

Bewilderwood (BeWILDerwood) je zábavní park pro rodiny s dětmi, který se nachází v Horning, v anglickém hrabství Norfolk. Park je pojat jako nenáročný, zážitkový, zábavný projekt pro malé děti, který může být vzorem podobně zaměřeným projektům kdekoliv. Majitel park popisuje jako "curious treehouse adventure," (zvědavé stromodomové dobrodružství). Atrakce se nachází v lesní oblasti a obsahuje obydlí na stromech, lanové mosty, skluzavky, lanové skluzavky, bludiště, a dva speciální prostory pro děti mladší pěti let s názvem "Toddlewood-on-the-Hill" a "Toddlewood Valley" (což lze přeložit například jako „Batoles na kopci“ a „Batolesní údolí“).

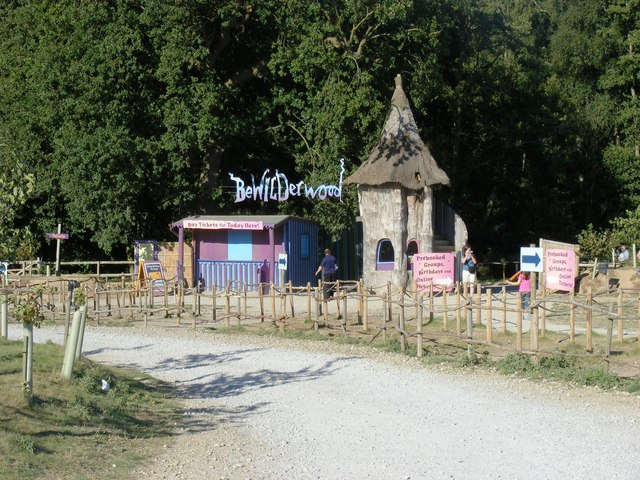

Vstupem je celý les, dobrodružný svět lanových mostů a stromových domů je podél cesty po řece, a lze jej poznat prostřednictvím "bažiny" kolem tvora, který fouká bubliny na povrch. Houpačky jsou široké pro tři osoby, stejně jako jsou některé ze skluzavek. Koruny stromů chrání i proti většině nepříznivého počasí a stany rozmístěné v centru poskytují útočiště pro milovníky večírků, malíře tváří, přespávající (skupiny nocujících dětí) a podobně.

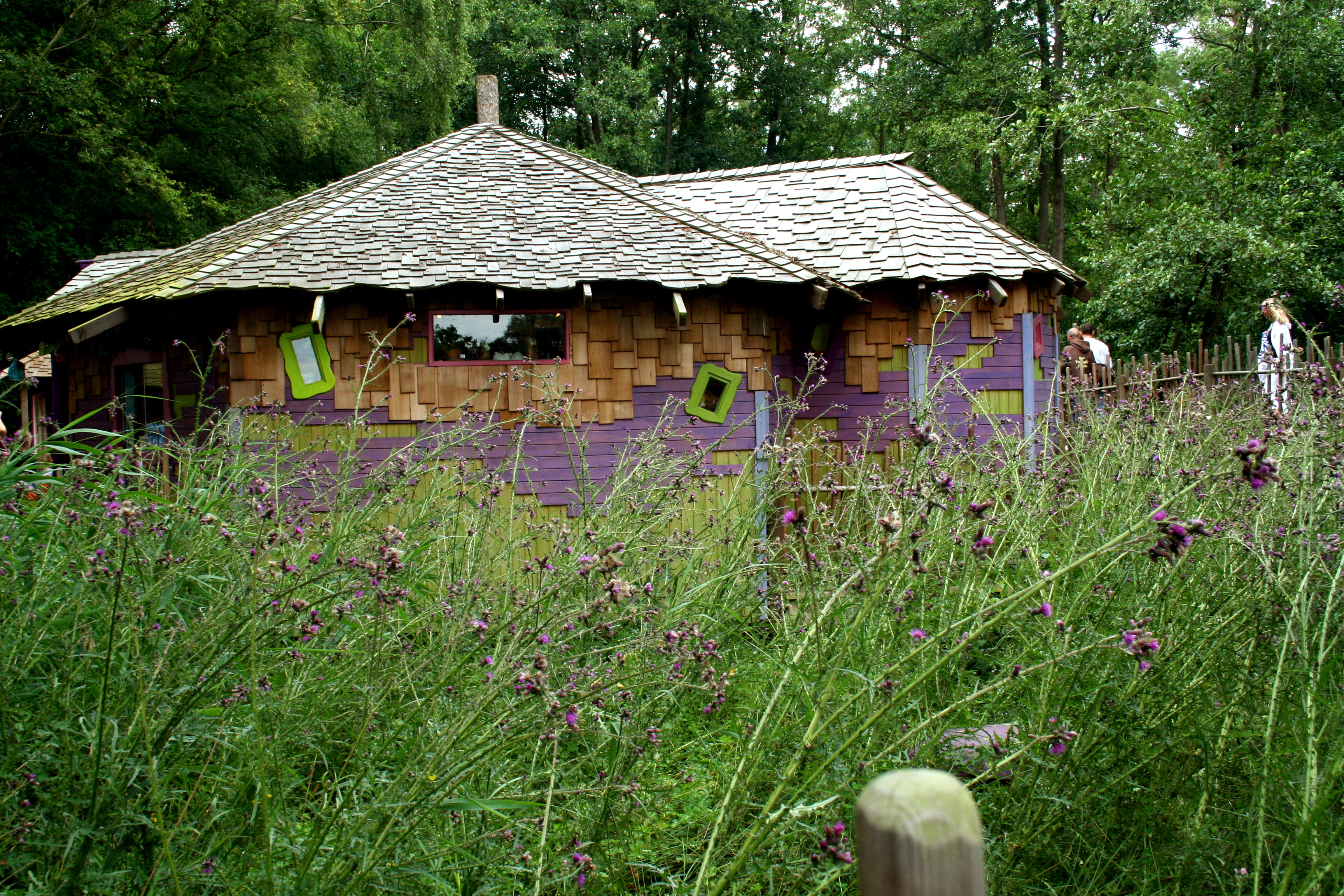

Projížďky v parku a další atrakce jsou založeny na postavách a událostech v A Boggle at BeWILDerwood a v The Bewilderbats, knih pro děti napsaných vlastníkem BeWILDerwood, Tomem Blofeldem a ilustrovaných Stevem Pearce. Boggle at BeWILDerwood líčí dobrodružství postavy Swampy a přátel v bažině, v němž se hrdinové snaží překonat své obavy a být trochu odvážnější. V pokračování – Bewilderbats, Swampy a jeho přátelé vyrazili zachránit malou Twiggle, která se zasekla nahoře na stromě.